# Mazerulles
Mazerulles ist eine französische Gemeinde mit 285 Einwohnern (Stand: 1. Januar 2022) im Département Meurthe-et-Moselle in der Region Grand Est (vor 2016: Lothringen). Sie gehört zum Arrondissement Nancy und zum Kanton Grand Couronné. 

## Geografie
Mazerulles liegt etwa 13 Kilometer ostnordöstlich von Nancy und wird umgeben von den Nachbargemeinden Brin-sur-Seille im Norden, Moncel-sur-Seille im Osten, Sornéville im Südosten, Erbéviller-sur-Amezule im Süden, Champenoux im Südwesten und Westen sowie Amance im Westen.

## Bevölkerungsentwicklung
| Jahr                       | 1962 | 1968 | 1975 | 1982 | 1990 | 1999 | 2006 | 2019 |
| Einwohner                  | 155  | 150  | 161  | 264  | 272  | 260  | 248  | 279  |
| Quellen: Cassini und INSEE |      |      |      |      |      |      |      |      |

## Sehenswürdigkeiten
- Kirche Sainte-Croix aus dem 18. Jahrhundert

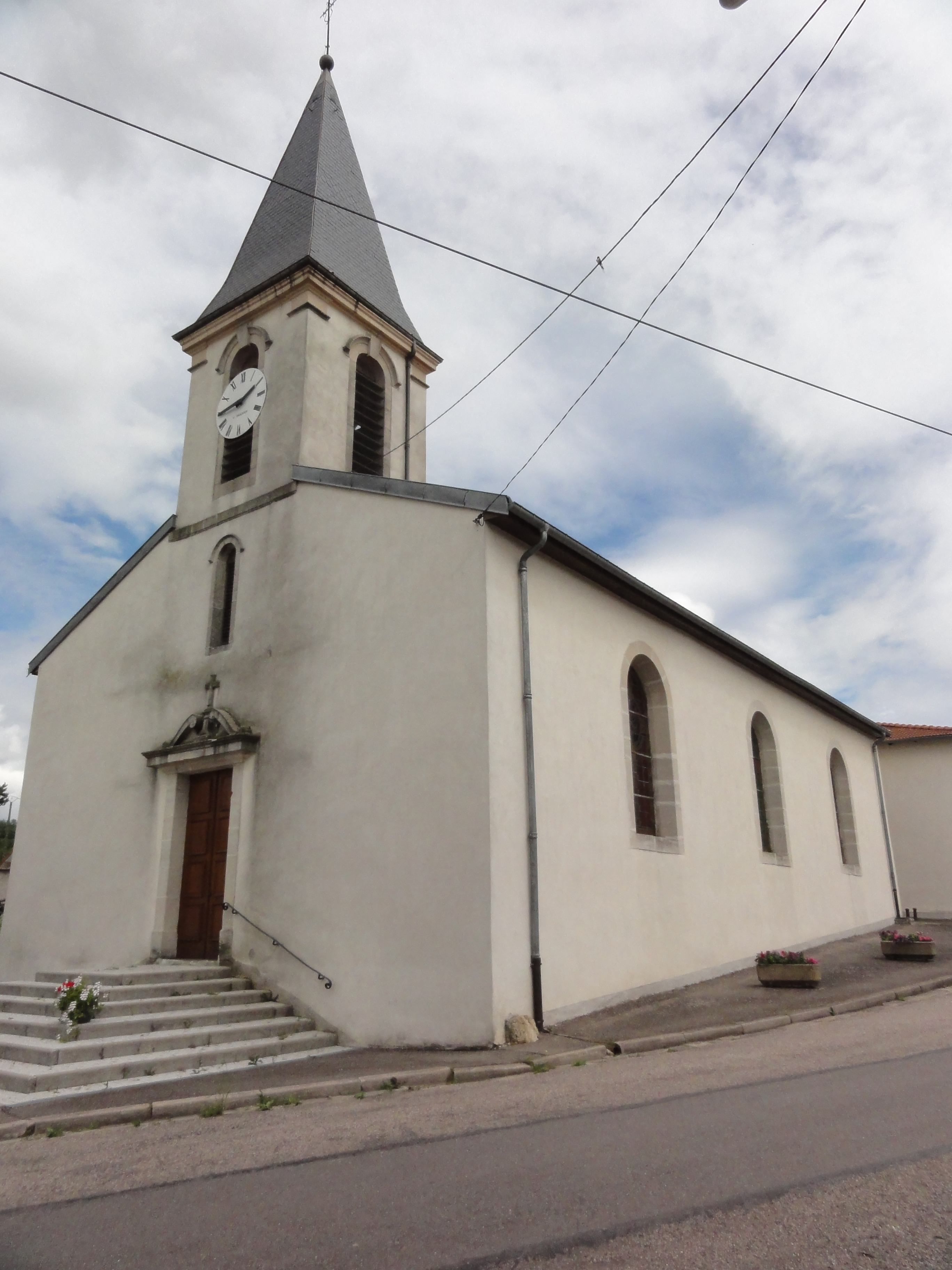
Kirche Sainte-Croix